# Franz Welser-Möst
Franz Welser-Möst (eigenlijk: Franz Leopold Maria Möst (Linz, 16 augustus 1960) is een Oostenrijkse dirigent.

## Loopbaan
Welser-Möst werd geboren als het vierde kind van de politica Marilies Möst en de arts Franz Möst. Hij studeerde compositie en viool aan het Musikgymnasium Linz. Verwondingen door een ernstig auto-ongeluk in 1978 beëindigden zijn plannen om violist te worden. Hij studeerde directie in München van 1980 tot 1984. Van 1982 tot 1985 was hij ook directeur van het Oostenrijkse Jeugdorkest. Möst nam de artiestennaam Welser-Möst aan in 1984 of 1985.
Hij was dirigent van de volgende orkesten:
- Norrköpings Symfoniorkester (1986-1991)
- London Philharmonic Orchestra (1990-1996)
- Opernhaus Zürich (1995-2002; Musikdirektor, Generalmusikdirektor)
- Cleveland Orchestra (sinds 2002)

In 2011, 2013 en 2023 dirigeerde hij het Nieuwjaarsconcert van de Wiener Philharmoniker in Wenen. In het seizoen 2017-2018 was hij ten minste éénmaal gastdirigent van het Koninklijk Concertgebouworkest.
Welser-Möst heeft tot 1992 een vriendschappelijke relatie gehad met leden van de adellijke familie Von Bennigsen uit Springe bij Hannover. De Duitse Wikipedia vermeldt dat hij in 1986 zelfs door een lid van deze familie, Andreas von Bennigsen (1941–2000), geadopteerd werd. 
- Bibliothèque nationale de France: cb139590339 (data)
- Gemeinsame Normdatei: 124584233
- International Standard Name Identifier: 0000 0001 1490 4594
- Library of Congress Control Number: n88665176
- Nationale Bibliotheek van Letland: 000319551
- MusicBrainz: bf039fcb-9617-4e16-81a0-0ae8ae86a839
- Nationale Bibliotheek van Tsjechië: xx0140985
- Nationale Bibliotheek van Israël: 987007278847605171
- Nationale Bibliotheek van Polen: a0000002544735
- Nederlandse Thesaurus van Auteursnamen: 119072106
- LIBRIS: 200977
- SNAC: w66h547j
- Système universitaire de documentation: 083024743
- Theaterlexikon der Schweiz: Franz_Welser-Möst
- Virtual International Authority File: 39568598
- WorldCat: E39PBJyCF6pTCmqpDhy3D4kv73